# Rita Bartos
Rita Viktoria Martha Bartos (* 25. Mai 1925 in Wien; † 13. Dezember 1985 ebenda) war eine österreichische Opern- und Operettensängerin.

## Leben
Rita Bartos absolvierte ein Gesangsstudium an der Staatsakademie Wien. Ihr Bühnendebüt als Opernsängerin gab sie in der Spielzeit 1952/53 am Stadttheater Klagenfurt als Pamina in der Oper Die Zauberflöte. In der Spielzeit 1953/54 war sie an den Städtischen Bühnen Münster engagiert. Von 1954 bis 1959 war sie anschließend festes Ensemblemitglied an der Oper Köln. Hier wirkte sie im Juni 1954 in der Uraufführung der Oper Die Witwe von Ephesus von Hermann Reutter mit; außerdem übernahm sie dort im Juli 1957 die Rolle der Schwester Constance in der deutschen Erstaufführung der Oper Gespräche der Karmelitinnen von Francis Poulenc. Danach war Bartos hauptsächlich freischaffend tätig.
Auf der Bühne sang Bartos im Bereich der Oper schwerpunktmäßig das Fach der Koloratursoubrette. Zu ihrem Bühnenrepertoire gehörten Rollen wie die Papagena in Die Zauberflöte, die Zerline in Don Giovanni, die Marzelline in Fidelio, die Jungfer Anna Reich in Die lustigen Weiber von Windsor und das Füchslein Schlaukopf in Das schlaue Füchslein. Mit der letztgenannten Rolle gastierte sie im Dezember 1956 auch in der österreichischen Erstaufführung der Oper Das schlaue Füchslein an der Wiener Volksoper. Daneben sang sie auch regelmäßig Operette und war als Konzertsängerin tätig.
1959 trat Rita Bartos erstmals bei den Bayreuther Festspielen auf. Von 1961 bis 1967 gehörte sie zum festen Ensemble der Bayreuther Festspiele. Sie sang dort alljährlich eines der Blumenmädchen in Richard Wagners Bühnenweihfestspiel Parsifal. Sie gab außerdem Gastspiele am Teatro Comunale in Florenz, am Teatro San Carlo in Neapel und am Théâtre Royal de la Monnaie in Brüssel.
Bekannt wurde Bartos insbesondere durch ihre zahlreichen Operettenaufnahmen, die in den 1950er und 1960er Jahren entstanden und bei Polydor auf Schallplatten veröffentlicht wurden. Bartos sang hier stets die Rolle der Soubrette. Aufgenommen wurden Operettenquerschnitte, unter anderem von Eine Nacht in Venedig, Wiener Blut, Die lustige Witwe, Der Zarewitsch, Paganini, Gräfin Mariza, Die Zirkusprinzessin, Die Rose von Stambul, Schwarzwaldmädel und Viktoria und ihr Husar. Bartos sang in diesen Aufnahmen, unter der musikalischen Leitung des Operettendirigenten Franz Marszalek, mit Buffo-Partnern wie Peter Alexander, Peter Kraus und vor allem Willy Hofmann.
Darüber hinaus entstanden in den 1960er Jahren beim Bayerischen Rundfunk unter der musikalischen Leitung von Carl Michalski einige Operettenquerschnitte mit Dialog, der von Karl Schönböck und Fita Benkhoff gesprochen wurde; Bartos sang in diesen Aufnahmen die Arsena in Der Zigeunerbaron, die Bronislawa in Der Bettelstudent und die Sora in Gasparone.
Bartos nahm in den 1950er und 1960er Jahren beim Rundfunk auch etliche Gesamtaufnahmen von Operetten auf, meistens beim Westdeutschen Rundfunk mit Franz Marszalek, unter anderem Der letzte Walzer (1958) und Die Dollarprinzessin (1964). 1958 sang sie in einer Rundfunkübertragung des Westdeutschen Rundfunks die Rolle der Yvette in der Oper La rondine von Giacomo Puccini. 1959 lieh sie in einer Fernsehverfilmung der Operette Die Fledermaus, die unter der Regie von Kurt Wilhelm entstand, der Schauspielerin Gerlinde Locker (als Adele) ihre Gesangsstimme.
Die Rundfunkaufnahmen von Rita Bartos beim Westdeutschen Rundfunk wurden, soweit sie erhalten sind, in den letzten Jahren weitgehend, teilweise auch auf mehreren Labels (Line Music, Membran, Hamburger Archiv für Gesangskunst), auf CD veröffentlicht.
Sie war zeitweise mit dem dänischen Bassbariton Frans Andersson (1911–1988) verheiratet.

## Tondokumente (Auswahl)
- Der Wasserträger von Luigi Cherubini: Gesamtaufnahme 1950. Niederösterreichisches Tonkünstlerorchester – Haimo Täuber
Anny Felbermayer (Constance); Walter Anton Dotzer (Armand); Rita Bartos (Marcelina); Walter Berry (Mikeli); Kurt Equiluz (Antonio)
Walhall (2 CD)
- Der letzte Walzer: Gesamtaufnahme 1958. Westdeutscher Rundfunk – Franz Marszalek
Anny Schlemm (Vera Lisaweta); Franz Fehringer (Graf Sarrasow); René Deltgen (Prinz Paul); Willy Hofmann (Baron Mirkowitsch); Rita Bartos (Annuschka Opalinski)
Line Music Service 5.01197 (2 CD)
- Die Dollarprinzessin: Gesamtaufnahme 1964. Westdeutscher Rundfunk – Franz Marszalek
Herta Talmar (Alice); Herbert Ernst Groh (Freddy Wehrburg); Rita Bartos (Daisy); Willy Hofmann (Hans von Schlick); Philipp Gehly (Dick)
Hamburger Archiv für Gesangskunst 30101 (2 CD)